# Bevilacqua (famiglia)
Bevilacqua è una nobile famiglia di rango comitale vissuta a Verona sin dal XII secolo che si ramificò anche a Cremona, Ferrara, Bologna e Modena. I conti Bevilacqua furono presenti anche a Mantova dal 1653 al 1777.
I Bevilacqua avrebbero tratto origine dai Principi Germani e dalla terra di Ala nel contado del Tirolo. Il ramo veronese della famiglia è tuttora esistente e dimora a Verona.

## Ramo di Verona

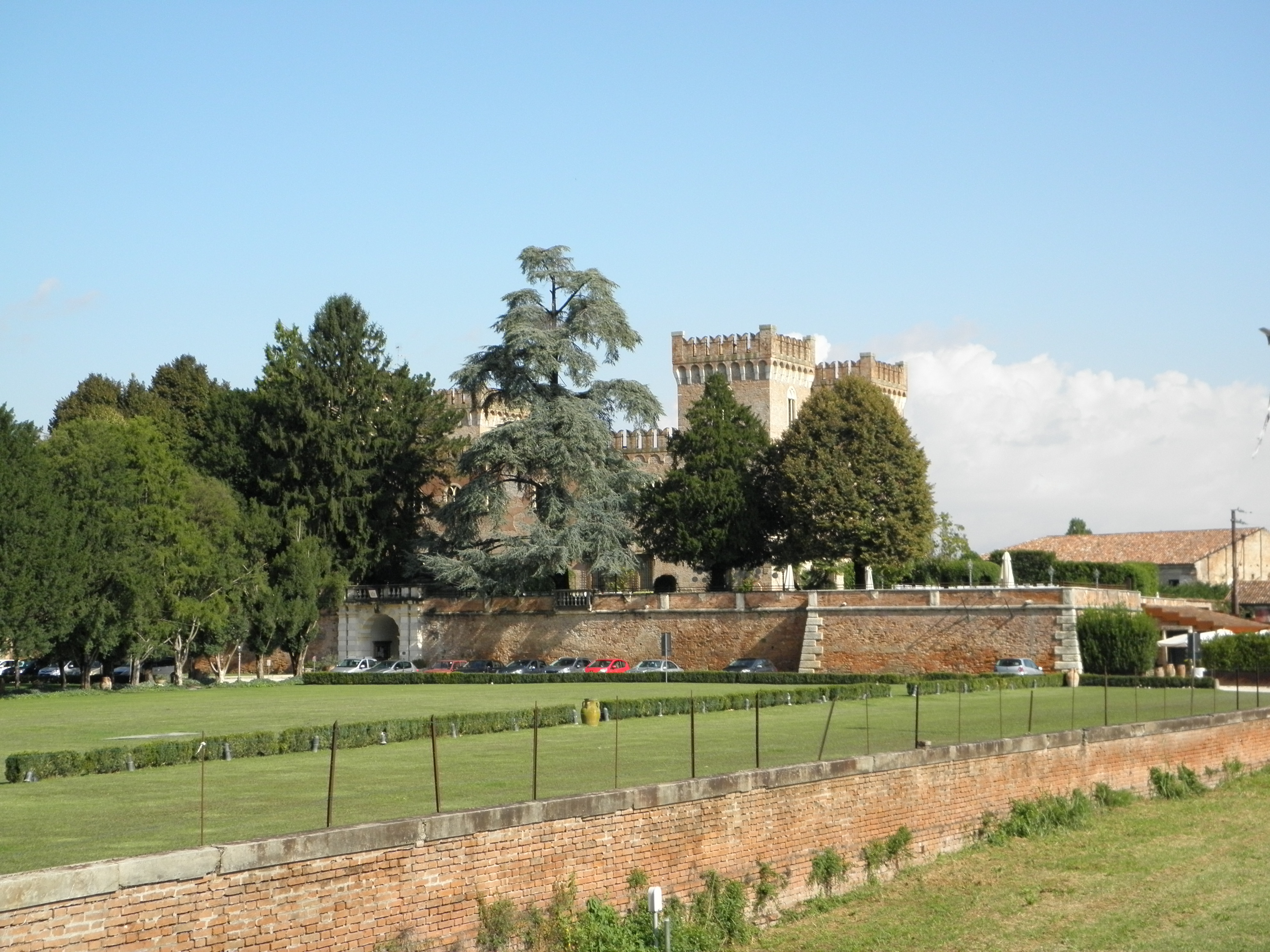
Castello Bevilacqua

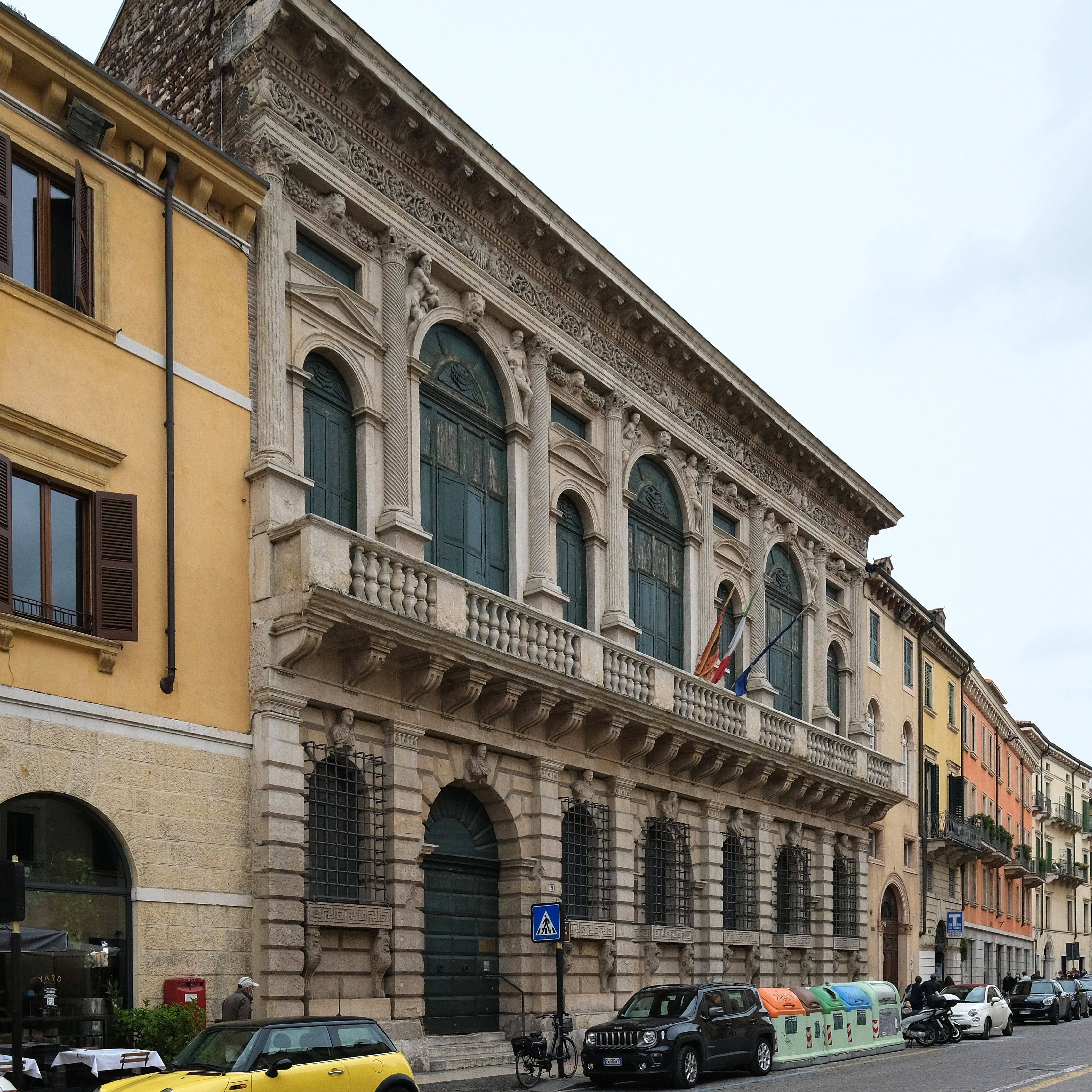
Palazzo Bevilacqua a Verona

I componenti del ramo veronese furono persone di fiducia degli Scaligeri, signori di Verona.
- Morando Bevilacqua (1154 circa-1221), ghibellino, capostipite della famiglia, primo conte di Bevilacqua
- Federico Bevilacqua (?-1297), uomo di fiducia di Mastino I della Scala
- Guglielmo I Bevilacqua (1272-1335), condottiero al servizio degli Scaligeri. Mise le fondamenta del castello che da lui prese il nome (Castello Bevilacqua), a Bevilacqua, in provincia di Verona
- Francesco Bevilacqua (1304-1368), uomo di fiducia e d'armi di Mastino II della Scala
- Guglielmo Bevilacqua (?-1397), uomo d'armi al servizio degli Scaligeri e dei Visconti. Da questi nel 1385 ricevette il feudo di Maccastorna col relativo castello
- Francesco Bevilacqua (?-1419), condottiero
- Geleotto Bevilacqua (1374-1441), condottiero al servizio dei Visconti
- Erneste Bevilacqua (?-1450), allievo di Guarino Veronese, fu al servizio degli Sforza
- Francesco Bevilacqua (?-1479), condottiero al servizio della Repubblica di Venezia
- Guglielmo Bevilacqua (1423-1486), condottiero al servizio di Gianfrancesco Gonzaga, marchese di Mantova
- Antonio Bevilacqua (1502-1570), condottiero al servizio della Francia e degli Estensi
- Giulio Bevilacqua (1532-1571), Capitano dei Corazzieri nelle armate della Repubblica di Venezia
- Alfonso Bevilacqua (1576-1611), Cameriere Segreto del Duca di Mantova
- Claudio Bevilacqua (1558 - assassinato Venezia 1614), Cameriere Segreto del Duca di Mantova nel 1581
- Alessandro Bevilacqua (1559-1615), Cavaliere dell'Ordine del Redentore nel 1608, Cameriere Segreto del Duca di Mantova nel 1604, Vicario della Casa dei Mercanti nel 1595, Provveditore di Sanità di Verona 1598, Provveditore del Comune di Verona dal 1599 al 1607, Ambasciatore del Comune di Verona al Doge di Venezia nel 1613 e compositore di musica
- Giovanni Bevilacqua (XVII secolo), Paggio dell'Elettore di Baviera, Capitano dei Corazzieri nelle armate della Repubblica di Venezia nel 1615
- Gian Francesco Bevilacqua (1609-?), Paggio del Duca di Mantova
- Gregorio Bevilacqua (1589-1629), figlio di Claudio Bevilacqua, fu Cavaliere dell'Ordine del Redentore nel 1618, Capitano dei Corazzieri nelle armate della Repubblica di Venezia nel 1615, Governatore della Banda Generale d'Armi della Gente di Verona nel 1619
- Giulio Bevilacqua (XVII secolo), Cavaliere dell'Ordine del Redentore nel 1639, Governatore della Banda Generale d'Armi della Gente di Verona nel 1636
- Gian Federico Bevilacqua (XVII secolo), Paggio dell'Imperatrice Claudia Felicita d'Austria
- Gaetano Bevilacqua (*1627-1716), aggregato alla Cittadinanza di Vicenza nel 1649, Capitano delle Armate del Duca di Modena nel 1665
- Ippolito Bevilacqua (1721-1794), Sacerdote dell'Istituto dell'Oratorio di San Filippo Neri (Oratoriano) il 1-1-1742, teologo, filosofo, poeta ed esegeta
- Gerolamo Bevilacqua (1???-Brescia 1822), Cavaliere dell'Ordine di Malta, Paggio del Viceré Eugenio, Capitano dell'Imperiale Esercito Austriaco
- Felicita Bevilacqua (Verona 1822 - Venezia 1899), creata Duchessa, Marchesa e Contessa Bevilacqua dal Granduca di Toscana il 19 ottobre 1851 (titoli spettanti ai rami cadetti della famiglia e a lei conferiti in quanto esponente della linea primogenita)
- Gerolamo Bevilacqua (1823, - in battaglia di Pastrengo 30-4-1848), Tenente di Cavalleria nell'Armata Sarda
- Guglielmo Bevilacqua (1825-1857), creato Duca, Marchese dal Granduca di Toscana il 19 ottobre 1851 (titoli spettanti ai rami cadetti della famiglia e a lui conferiti in quanto esponente della linea primogenita)

## Ramo di Ferrara

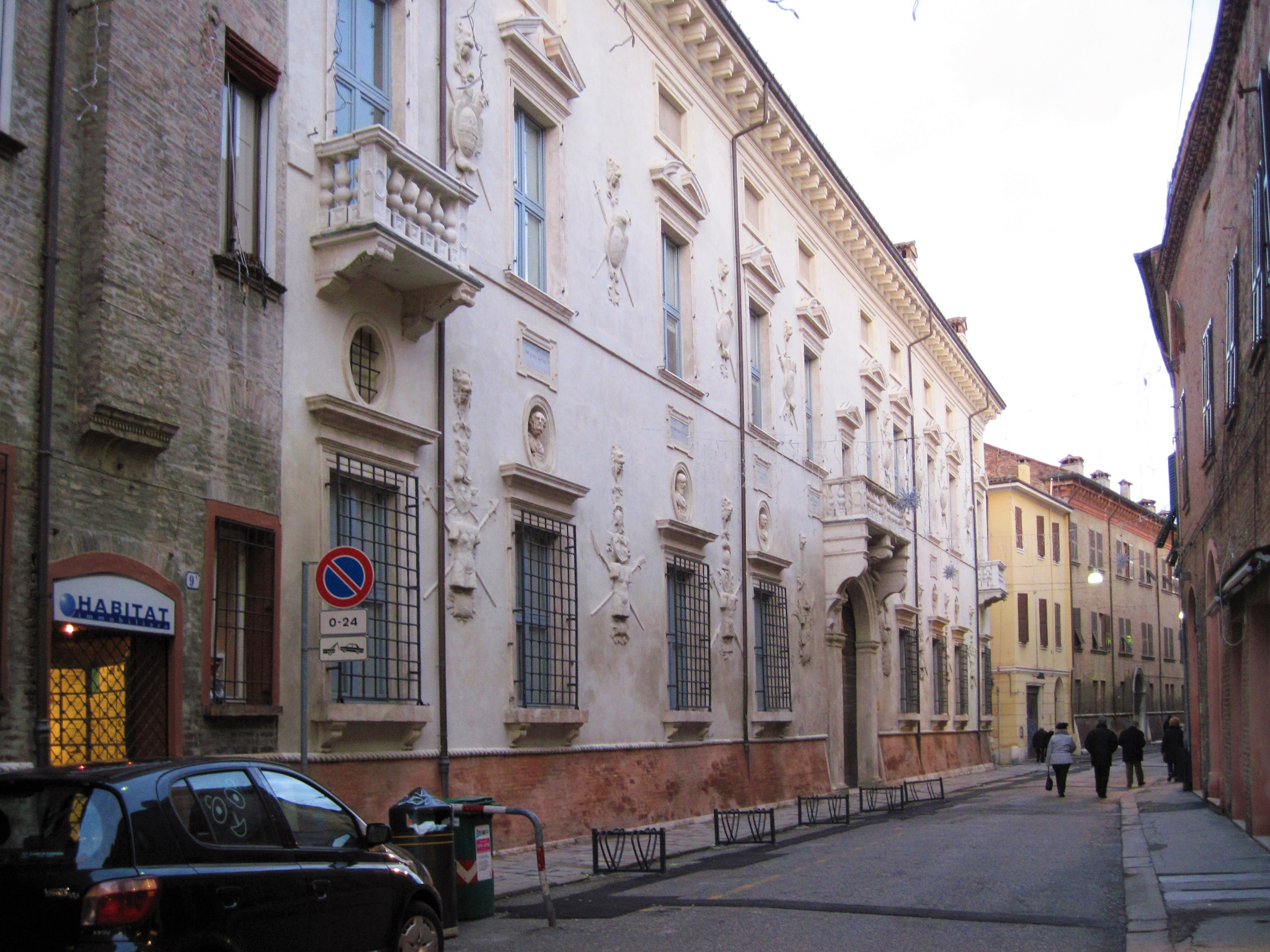
Palazzo Bevilacqua Costabili a Ferrara.

I componenti del ramo ferrarese furono persone di fiducia degli Estensi, signori di Ferrara.
- Cristin Francesco Bevilacqua (1399-1468), conte di Maccastorna e figlio di Galeotto fu il fondatore del ramo ferrarese della famiglia, Consigliere Segreto del Duca di Ferrara nel 1450, Luogotenente Supremo del Ducato di Ferrara nel 1450, Capitano Generale delle Armate del Duca di Ferrara
- Galeotto Bevilacqua (?-1486), condottiero al servizio degli Sforza
- Bonifazio Bevilacqua (1436-1497), uomo di fiducia e d'armi al servizio degli Estensi
- Antonio Bevilacqua (1453-1505), condottiero al servizio degli Estensi
- Bona Bevilacqua (?-1530), contessa di Maccastorna, sposò il condottiero Teodoro Trivulzio
- Gherardo Bevilacqua (1546-1591), Capitano delle Armate del Duca di Ferrara 1467, Ambasciatore del Duca di Ferrara al Duca di Milano, Cameriere del Duca di Ferrara, Governatore di Reggio e Modena
- Ercole Bevilacqua (1554-1600), Capitano delle Armate di S.M. Cattolica nel 1574, Gentiluomo di Tavola del Duca di Ferrara nel 1575, Capitano della Guardia a Cavallo del Duca di Ferrara nel 1587, Cameriere Segreto del Duca di Ferrara 1587, Consigliere di Stato e di Guerra del Duca di Ferrara 1587
- Ernesto Bevilacqua (1578-1624), 1º Marchese di Bismantova, Cameriere Segreto del Duca di Modena, Colonnello delle Guardie Svizzere del Duca di Modena, Capitano delle Guardie del Corpo del Duca di Modena, Governatore di Carpi nel 1617, Governatore di Reggio nel 1622
- Bonifazio Bevilacqua Aldobrandini (1571-1627), cardinale

## Ramo di Bologna (Bevilacqua Ariosti)
- Luigi Bevilacqua (1672-1724)
- Cesare Bevilacqua (1710-1787), ambasciatore di Ferrara presso la Santa Sede
- Francesco Bevilacqua (1771-1812), senatore del Regno[quale?]
- Carlo Bevilacqua (1803-1875), cavaliere dell'Ordine di Malta e senatore del Regno di Sardegna
- Lamberto Bevilacqua (1895-1933), vice presidente della Sezione bolognese della Croce Rossa Italiana, Membro della Commissione Araldica delle Romagne dal 1893, Presidente della Commissione Araldica delle Romagne dal 1925 al 1931
- Carlo Vittorio Bevilacqua (1978), attuale conte di Maccastorna e annessi Corno Giovine, Cornovecchio, Meleti, Passone e Lardaria, Patrizio di Bologna, Patrizio di Ferrara
- Francesco Bevilacqua (1982), conte di Maccastorna e annessi Corno Giovine, Cornovecchio, Meleti, Passone e Lardaria, Patrizio di Bologna, Patrizio di Ferrara, membro della linea di successione dei titoli della famiglia di Bevilacqua

## Voci correlate

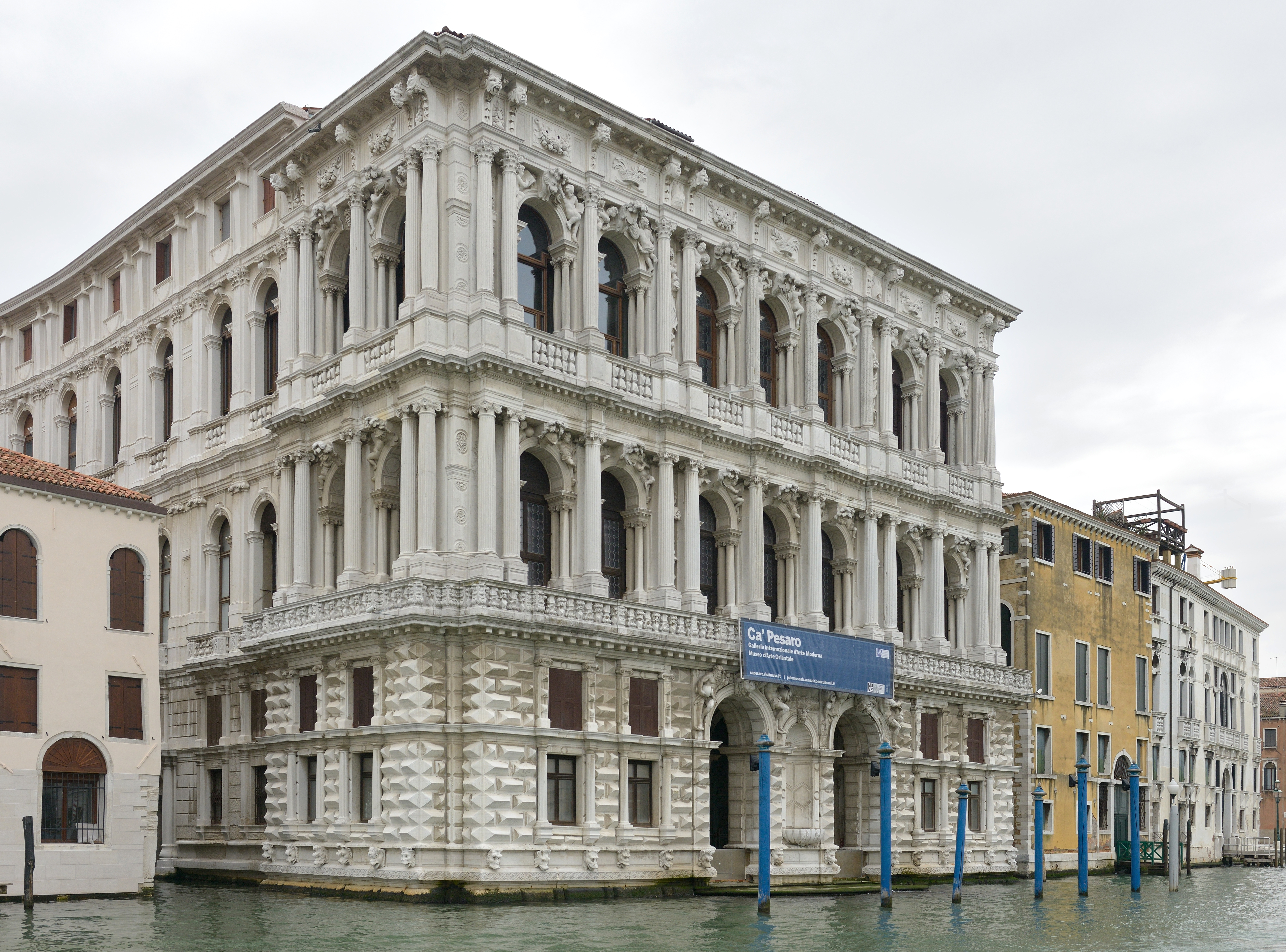
Venezia, Ca' Pesaro